# Geane Herrera
Geane Herrera (pronouncia-se: jam-o-no) (Duarte, 27 de maio de 1990 – Tampa, 18 de maio de 2024) foi um lutador de artes marciais mistas (MMA) colombiano-estadunidense que competiu como peso-mosca no Ultimate Fighting Championship (UFC).

## Carreira no MMA
Herrera fez sua estreia profissional nas artes marciais mistas em março de 2011.
Ele competiu principalmente em organizações regionais na Região Sudeste dos Estados Unidos, onde acumulou um cartel invicto de 8-0, antes de assinar com o UFC, após nocautear Josh Rave no primeiro round, em julho de 2014.

## Ultimate Fighting Championship
Herrera fez sua estréia na organização contra Ray Borg, em 08 de agosto de 2015, no UFC Fight Night: Teixeira vs. St. Preux. Ele perdeu a luta por decisão unânime.
Herrera foi agendado para enfrentar Joby Sanchez em curto prazo, em 11 de Dezembro de 2015, no The Ultimate Fighter 22 Finale, substituindo Justin Scoggins.  Depois de dois rounds repletos de reviravoltas, Herrera ganhou por TKO no minuto final do segundo round.
Na próxima, Herrera enfrentou Ali Bagautinov, em 18 de Junho de 2016, no UFC Fight Night: MacDonald vs. Thompson. Ele perdeu a luta por decisão unânime.
Herrera enfrentou Ben Nguyen, em 27 de Novembro de 2016, no UFC Fight Night: Whittaker vs. Brunson. Ele perdeu a luta por decisão unânime.

## Cartel no MMA
| Cartel no MMA   |            |            |
| 12 lutas        | 9 vitórias | 3 derrotas |
| Por nocaute     | 2          | 0          |
| Por finalização | 5          | 0          |
| Por decisão     | 2          | 3          |

| Res.    | Cartel | Oponente         | Método                  | Evento                                                    | Data       | Round | Tempo | Local                      | Notas |
| ------- | ------ | ---------------- | ----------------------- | --------------------------------------------------------- | ---------- | ----- | ----- | -------------------------- | ----- |
| Derrota | 9–3    | Ben Nguyen       | Decisão (unânime)       | UFC Fight Night: Whittaker vs. Brunson                    | 27/11/2016 | 3     | 5:00  | Melbourne                  |       |
| Derrota | 9–2    | Ali Bagautinov   | Decisão (unânime)       | UFC Fight Night: MacDonald vs. Thompson                   | 18/06/2016 | 3     | 5:00  | Ottawa, Ontário            |       |
| Vitória | 9–1    | Joby Sanchez     | TKO (socos)             | The Ultimate Fighter: Team McGregor vs. Team Faber Finale | 11/12/2015 | 2     | 4:28  | Las Vegas, Nevada          |       |
| Derrota | 8–1    | Ray Borg         | Decisão (unânime)       | UFC Fight Night: Teixeira vs. St. Preux                   | 08/08/2015 | 3     | 5:00  | Nashville, Tennessee       |       |
| Vitória | 8–0    | Josh Rave        | TKO (socos)             | RFA 25                                                    | 10/04/2015 | 1     | 4:09  | Sioux Falls, Dakota do Sul |       |
| Vitória | 7–0    | Seth Marquez     | Finalização (triângulo) | Conflict MMA 21                                           | 11/10/2014 | 1     | 2:13  | Savannah, Geórgia          |       |
| Vitória | 6–0    | Josh Mercado     | Finalização (mata-leão) | Real Fighting Championships 30                            | 28/02/2014 | 1     | 1:50  | Tampa, Florida             |       |
| Vitória | 5–0    | Mitchell Chamale | Decisão (unânime)       | Real Fighting Championships 28                            | 26/07/2013 | 3     | 5:00  | Tampa, Florida             |       |
| Vitória | 4–0    | Jared Crawford   | Finalização (triângulo) | Real Fighting Championships 27                            | 27/07/2012 | 1     | 2:39  | Tampa, Florida             |       |
| Vitória | 3–0    | Calvin Martin    | Finalização (mata-leão) | Real Fighting Championships 24                            | 29/07/2011 | 1     | 0:57  | Tampa, Florida             |       |
| Vitória | 2–0    | Jovan White      | Finalização (mata-leão) | AOF 12                                                    | 02/04/2011 | 1     | 2:16  | Jacksonville, Florida      |       |
| Vitória | 1–0    | Andrew Connors   | Decisão (unânime)       | Real Fighting Championships 23                            | 18/03/2011 | 3     | 5:00  | Tampa, Florida             |       |

## Morte
Herrera morreu no dia 18 de maio de 2024, aos 33 anos, vitimado por um acidente de motocicleta, em Tampa, Flórida.